# Босек, Рышард
Рышард Босек (пол. Ryszard Bosek; род. 12 апреля 1950, Каменна-Гура, Нижнесилезское воеводство) ― польский волейболист, игрок мужской сборной Польши по волейболу в 1969—1986 годах, участник Олимпийских игр (1972, 1976, 1980), олимпийский чемпион 1976, чемпион мира 1974, серебряный призёр чемпионата Европы (1975, 1977, 1979).

## Личная жизнь
Родился в городе Каменна-Гура, Польша. В 2008 году у него был выявлен рак. Ему были удалены слюнные железы и нервы плеча, после чего здоровье удалось восстановить. В настоящее время является экспертом по волейболу на телеканале Polsat Sport и работает менеджером при нескольких волейболистах (Бартош Курек, Петр Новаковски, Якуб Ярош).

## Карьера

### Польская сборная
Принимал участие в чемпионатах мира три раза: в 1970 (5-е место), 1974 и 1978 (8-е место). В 1974 году игроки польской команды, в который играл в том числе и Босек, были признаны чемпионами мира по волейболу. Это был первое достижение своего рода в истории польского волейбола.
Среди прочих его достижений следует отметить три серебряные медали чемпионата Европы (1975, 1977, 1979). Все три раза польская сборная проиграла сборной СССР.
Был участником Олимпийских игр три раза: в Мюнхене в 1972, Монреале в 1976 и Москве в 1980. В 1976 году в качестве одного из основных игроков в сборной Польши, капитаном которой был Хуберт Ежи Вагнер, добился звания олимпийского чемпиона. Финальный матч был против СССР и состоялся 30 июля 1976 в Мексике.

## Спортивные достижения

### Клубы

#### Лига чемпионов ЕКВ
- 1977/78, в составе клуба Płomień Milowice

#### Национальные чемпионаты
- 1969/70  Польский чемпионат, в составе клуба AZS AWF Warszawa
- 1971/72  Польский чемпионат, в составе клуба AZS AWF Warszawa
- 1973/74  Польский чемпионат, в составе клуба Płomień Milowice
- 1974/75  Польский чемпионат, в составе клуба Płomień Milowice
- 1975/76  Польский чемпионат, в составе клуба Płomień Milowice
- 1976/77  Польский чемпионат, в составе клуба Płomień Milowice
- 1978/79  Польский чемпионат, в составе клуба Płomień Milowice

### Сборная
- 1974  Чемпионат мира
- 1975  Чемпионат Европы
- 1977  Чемпионат Европы
- 1979  Чемпионат Европы
- 1976  Олимпийские игры

### Государственные награды
- Крест Заслуги